# XII Giochi dei piccoli stati d'Europa
I XII Giochi dei piccoli stati d'Europa si svolsero dal 4 al 9 giugno 2007 nel Principato di Monaco. Fu la seconda volta che il piccolo principato ospitò un'edizione dei Giochi, dopo l'edizione del 1987.

## Programma

### Sedi di gara
Le manifestazioni sportive ebbero luogo nei seguenti impianti:
- Stade Louis II - Atletica leggera, pallacanestro, tennistavolo
- Tiro a Segno Ranieri III - Tiro
- Complesso sportivo Meneghetti - Pallavolo
- Palestra dell'Annonciade - Judo
- Monte Carlo Country Club - Tennis
- Spiaggia di Larvotto - Beach volley
- Baia di Monaco - Vela
- Club di bocce di Rocher - Bocce
- Salle du Canton di Fontvieille - Ginnastica

## I Giochi

### Paesi partecipanti
- Andorra
- Cipro
- Islanda
- Liechtenstein
- Lussemburgo
- Malta
- Monaco
- San Marino

### Sport
Per l'edizione monegasca furono selezionati 12 sport:
- Atletica leggera
- Beach volley
- Bocce
- Ginnastica
- Judo
- Nuoto
- Pallacanestro
- Pallavolo
- Tennistavolo
- Tennis
- Tiro a segno
- Vela

### Calendario
| ● | Cerimonia di apertura |  | Competizioni | ● | Finali | ● | Cerimonia di chiusura |

| Giugno                | 04 Lun                | 05 Mar | 06 Mer | 07 Gio | 08 Ven | 09 Sab | Totale |    |
| --------------------- | --------------------- | ------ | ------ | ------ | ------ | ------ | ------ | -- |
| Atletica leggera      | Atletica leggera      |        | 10     |        | 10     |        | 11     | 31 |
| Beach volley          | Beach volley          |        |        |        |        |        | 2      | 2  |
| Bocce                 | Bocce                 |        |        | 1      |        |        | 2      | 3  |
| Ginnastica            | Ginnastica            |        | 2      |        | 1      |        |        | 3  |
| Judo                  | Judo                  |        | 2      | 3      |        | 2      |        | 7  |
| Nuoto                 | Nuoto                 |        | 4      | 6      | 4      | 5      |        | 19 |
| Pallacanestro         | Pallacanestro         |        |        |        |        |        |        | 1  |
| Pallavolo             | Pallavolo             |        |        |        |        |        |        | 2  |
| Tennis                | Tennis                |        |        |        |        | 2      | 2      | 4  |
| Tennistavolo          | Tennistavolo          |        |        | 2      |        | 2      | 2      | 6  |
| Tiro                  | Tiro                  |        |        | 2      | 2      |        |        | 4  |
| Vela                  |                       |        |        |        |        |        |        |    |
| Totale medaglie d'oro | Totale medaglie d'oro |        | 18     | 14     | 17     | 11     | 22     | 82 |
| Cerimonie             | Cerimonie             | ●      |        |        |        |        | ●      |    |
| Giugno                | 04 Lun                | 05 Mar | 06 Mer | 07 Gio | 08 Ven | 09 Sab | Totale |    |